# Zvi Jagendorf
Zvi Jagendorf (hebräisch צבי יגנדורף; geboren 1936 in Wien) ist ein israelischer Schriftsteller.

## Leben
Zvi Jagendorfs Familie floh 1939 vor nationalsozialistischer Verfolgung nach England, wo er aufwuchs und studierte. Später ließ er sich in Israel nieder und unterrichtete Englisch und Theaterwissenschaften an der Hebräischen Universität in Jerusalem.
Jagendorf veröffentlichte neben wissenschaftlichen Fachbeiträgen Kurzgeschichten in englischer Sprache.
Sein erster und bisher einziger Roman, Wolfy and the Strudelbakers, erschien 2001 und wurde im gleichen Jahr für den renommierten Booker-Preis nominiert. In einer kunstvoll jugendlichen Sprache schildert Jagendorf darin das Heranwachsen eines Jungen einer aus Wien geflohenen jüdischen Familie im London der 1950er Jahre.
Ins Deutsche übersetzt von Verena von Koskull erschien das Buch 2004 unter dem Titel Die fabelhaften Strudelbakers.
Jagendorf wurde für seinen Debütroman ausgezeichnet mit dem Wingate Literaturpreis (Shortlist) 2002 und mit dem Saggitarius Preis 2002.

## Kurzgeschichten
(englisch, sehr unvollständige Liste)
- Pictures of Reuben Mizrahi. In:  Ariel - A Quarterly Review of Arts and Letters in Israel - Special Literary Issue - Number 33–34 1973 p. 141.
- The Key to Judah's Camp. In: Natasha Lehrer, ed. The Golden Chain: Fifty Years of the Jewish Quarterly. Portland, Vallentine Mitchell, 2003.